# 沙瓦里
50°7′41″N 23°22′7″E / 50.12806°N 23.36861°E
沙瓦里（烏克蘭語：Шаварі），是烏克蘭的村落，位於該國西部利沃夫州，由亞沃里夫區負責管轄，面積0.5平方公里，海拔高度249米，2001年人口187，人口密度每平方公里374人。